# Shantha Mayadunne
Shantha Mayadunne (Sinhala: ශාන්තා මායාදුන්නේ; geboren 4. April 1951; gestorben 21. April 2019 in Colombo) war eine sri-lankische Köchin und Sachbuchautorin, die insbesondere durch ihre TV-Auftritte Bekanntheit erlangte. Sie und ihre Tochter Nisanga zählen zu den Opfern der Bombenanschläge in Sri Lanka am Ostersonntag 2019.

## Leben und Werk
Shantha Mayadunne lernte Kochen und Backen in einer Vielzahl von Ländern, darunter Australien, Vereinigtes Königreich, Indien, Singapur und Thailand. An der Wilton School of Cake Making and Decorating in Chicago erhielt sie ein Diplom. Sie gilt als Fernseh-Pionierin Sri Lankas in kulinarischen Fragen. Sie war die erste in Sri Lanka, die live-Kochshows moderierte, die erste, die Massenkochworkshops leitete (ab 1994), und die erste Sri Lankerin, die webbasierte Kochkurse produzierte. Sie publizierte zwei Kochbücher. Sie war vor allem bekannt für schnelle und einfache Rezepte. Sie unterrichtete Anfänger und Fortgeschrittene und gab Unterricht in Cake Design sowie in indischer und chinesischer Küche.
Sie und ihre Tochter Nisanga starben am Morgen des 21. April 2019 im Shangri-La Hotel von Colombo durch einen Bombenanschlag eines Selbstmordattentäters. Kurz vor dem Attentat postete die Tochter ein Familienbild beim Ostermahl. Nisanga studierte an der University of London.

## Bücher
- Rasa Bojun, 2001
- Rasa Bojun 2, 2005

## Auszeichnungen
Für ihre Leistungen in der Kunst des Kochens erhielt Shantha Mayadunne zahlreiche Auszeichnungen, darunter auch Staatspreise.